# Performance Management
 (août 2011).
Si vous disposez d'ouvrages ou d'articles de référence ou si vous connaissez des sites web de qualité traitant du thème abordé ici, merci de compléter l'article en donnant les références utiles à sa vérifiabilité et en les liant à la section « Notes et références ».
La mesure de performance (Performance Management) est une segmentation de l'activité d'un opérateur mobile. Cette activité consiste à récupérer des données de l'ensemble des éléments composant un réseau de télécommunication (BTS, GGSN, eNodeB, Routeur, ...) pour les analyser. Les réseaux de télécommunication sont très hétéroclites, ce qui a permis l’émergence d'acteurs spécialisés dans ce domaine.

## La mesure de performance dans la téléphonie mobile

### Le rejet d'appel (call drop)
Le rejet d'appel survient lorsque l'ensemble de canaux d'une antenne de téléphonie mobile sont utilisés (ou que le signal devient trop faible). C'est un critère important de qualité de service. Les mesures sont prises en général entre 5 et 30 minutes d'intervalle. Elles sont ensuite moyennées tout le long de l'année pour définir à quelle période l'antenne ne peut plus assurer son service. 
Les antennes d'un centre d'affaire sont généralement chargées à 18 h en semaine, hors jours fériés.

### L'appel manqué
Voir l'article sur le « Signal de téléphonie mobile ».

## Outils et logiciels
Dans un premier temps les ingénieurs utilisaient des parseurs (perl, ...) pour extraire les données qu'ils envoyaient ensuite dans une base de données ou un fichier excel/tableur.
Cependant le métier s'est spécialisé, les réseaux sont devenus plus hétéroclites et les besoins d'analyse plus exigeants.
Des logiciels de logistiques ont alors été utilisés (Metrica, ...). Puis des logiciels métiers sont apparus (NIMS proptima, ...).